# 诗礼乡
诗礼乡，是中华人民共和国云南省临沧市凤庆县下辖的一个乡镇级行政单位。

## 行政区划
诗礼乡下辖以下地区：
诗礼村、永复村、孔兴村、清华村、古墨村、牌坊村、三合村、河平村、乐平村、永乐村、朝阳村、武伟村、安义村和禄丰村。